# Kostandin Çekrezi
Kostandin Çekrezi vagy Kostë Çekrezi, az emigrációban használt nevén Constantine Chekrezi (nevének ejtése kɔstandin t͡ʃɛkɾɛzi; Ziçisht, 1892. március 31. – Boston, 1959. január 10.) élete nagy részében az Amerikai Egyesült Államokban élt albán újságíró, lapszerkesztő, politikus, diplomata, történész.
1914-ben, fiatalon az Amerikai Egyesült Államokba emigrált, ahol közgazdászi oklevelet szerzett, egyúttal az amerikai albánok szervezete, a Vatra aktív tagja lett. 1920–1922 között Albánia washingtoni megbízott követe lett, majd az óhazában Amet Zogu köréhez tartozva kivette részét a politikai közéletből, emellett lapszerkesztéssel is foglalkozott. Az 1920-as évek végétől egyre inkább elfordult Zogu politikájától, 1932-ben államellenes szervezkedés vádjával börtönre ítélték. Szabadulása után megszervezte az 1935. augusztusi fieri felkelést, majd a felelősségre vonás elől megszökött. Visszatért Amerikába, ahol Zogu politikájának egyik legharcosabb ellenfele lett. Bár 1943-tól hajlandó volt elismerni az ekkor már szintén emigrációban élő Zogut az albánság képviselőjének, 1944-től az Albániában hatalomra került Albán Kommunista Párt amerikai elismeréséért lobbizott.

## Életútja
Az Albánia délkeleti részén található Ziçisht faluban született. Középiskolai tanulmányait 1910 júniusában fejezte be a közeli Korça egyik görög tannyelvű iskolájában. Ezt követően egy szaloniki török főiskola növendéke lett, 1913 őszétől egy évig ideje nagy részében az Albániába akkreditált Nemzetközi Ellenőrző Bizottság titkáraként és tolmácsaként dolgozott.
Az első világháború kitörésekor Olaszországon keresztül az Amerikai Egyesült Államokba távozott. 1915-től 1919-ig Bostonban a Vatra Amerikai Összalbán Szövetség lapja, a Dielli (’A Nap’) szerkesztője volt, de 1916 márciusa és novembere között saját lapot is kiadott Illyria címen. Ezzel párhuzamosan a Harvard Egyetem hallgatójaként 1918 júniusában szerezte meg közgazdászi oklevelét. 1919 elején rövid időre átvette a Fan Noli által elindított Adriatic Review című havilap főszerkesztését.
Csakhamar visszatért Albániába, és részt vett az ország közjogi alapjait megszilárdító 1920. januári lushnjai kongresszuson. 1920. március 6-ától 1922-ig Albánia Washingtonba akkreditált meghatalmazott követe volt. E diplomáciai kitérőt követően ismét hazatért, és a hatalmát építő Amet Zogu politikai köréhez tartozott. Ezzel párhuzamosan a Telegrafi (’A Távirat’) és az Ora (’A Hegyi Szellem’) című hírlapokat szerkesztette.
Miután 1928 szeptemberében Zogu Albánia királya lett, Çekrezi egy darabig még az uralkodó politikájának szolgálatába állította tiranai lapját, a Telegrafit, 1929-ben pedig elvállalta az államtanács alelnöki tisztét is. Miután ellenzéki hangvételűvé vált lapjait megszüntették, Zogu-ellenes értelmiségiek csoportjához csatlakozott. 1932-ben „szervezkedésüket” leleplezték, másokkal együtt Çekrezit is letartóztatták, és a szeptember 16-án meghozott ítéletben háromévi szabadságvesztéssel sújtották. Az 1935 februárjában meghirdetett amnesztiáig a gjirokastrai várbörtönben raboskodott.
Kiszabadulását követően egy Zogu-ellenes szervezkedés élére állt, amely 1935. február 14-én kirobbantotta a fieri felkelést. Fier főterén Çekrezi lázító hangvételű beszédet tartott, amelyben azt állította, hogy az Evangjeli-kormányt a fővárosban már megbuktatták, és egy forradalmi kormány – amelynek ő is képviselője – vette át a közügyek irányítását. Bár a rosszul szervezett lázadást a kormányerők már másnap leverték, a főszervezők, Çekrezi, Musa Kranja és társaik még időben elszöktek Fierből. A Seman torkolatánál fegyverrel kényszerítették a Due Fratelli olasz halászhajó legénységét arra, hogy felvegyék őket a fedélzetre és áthajózzanak velük az Adrián. Çekrezi néhány hónapot az olaszországi Bariban töltött, majd visszatért Bostonba.
Ezekben az években az albán emigrációban I. Zogu legkérlelhetetlenebb ellenfelei és bírálói közé tartozott, együttműködni sem volt hajlandó korábbi vatrás társaival, az albán király washingtoni nagykövetével, Faik Konicával, valamint a Vatra-vezér Fan Nolival. Zogu-ellenességéhez még 1939 után is ragaszkodott, miután az albán uralkodót már elűzték trónjáról, és maga is emigrációban élt. A második világháborúban, 1941 második felében Çekrezit Franciaországban letartóztatták és internálták. A párizsi amerikai konzul közbenjárására engedték szabadon, 1941 októberében térhetett vissza Amerikába. 1941. december 28-án Bostonban megalakult a Szabad Albánia nevű hazafias szervezet, amelynek elnöke Çekrezi, alelnöke pedig Tajar Zavalani lett. Fő céljuk az amerikai szövetségi kormánynál lobbizva egy emigráns albán kormány létrehozása és elismertetése volt. Çekrezi alapító szerkesztőként ekkor indította útjára a szervezet Liria (’A Szabadság’) című hetilapját. 1943-tól Çekrezi Zogu-ellenes érzelmei megenyhültek, és több ízben lobbizott az amerikai és a brit külügyminiszternél azért, hogy Zogut fogadják el az emigráns kormány fejeként, emellett szervezete, a Szabad Albánia 1943 júniusában a Vatrával is megkezdte az együttműködést a közös cél eléréséért.
A következő évben azonban fordulat állt be Çekrezi politizálásában, egyre nagyobb szimpátiát mutatott az Albániában ideiglenes törvényhozó és végrehajtó testületeit megalakító Albán Kommunista Párt politikája iránt. 1944 augusztusától már azért lobbizott az amerikai külügyminisztériumnál, hogy a kommunisták përmeti kongresszusán megalakult Nemzeti Felszabadítási Főtanács elnökségét ismerjék el Albánia ideiglenes kormányszervének. 1945. május 23-án Çekrezi végleg elfordult Zogutól, a Szabad Albániában betöltött elnöki tisztségéről lemondott. A második világháborút követően a kommunista Albániával való diplomáciai kapcsolatok felvételéért lobbizott az amerikai hivatalosságoknál, emellett rendszeresen találkozott az Amerikába érkező albán delegációk tagjaival.
Újságírói és lapszerkesztői munkásságával párhuzamosan Çekrezi történelmi kutatásokkal is foglalkozott, élete során több albán és európai történelmi áttekintést, korszak-monográfiát és iskolai tankönyvet írt, többnyire albánul. Nevéhez fűződik az első angol–albán szótár szerkesztése és kiadása (1923). Emellett szórványosan műfordítással is foglalkozott, egyebek mellett albánra ültette át Dumas Monte Cristo grófja című regényét (1935).

## Főbb művei
- A. C. Chekrezi: Albania: Past and present. New York: The Macmillan Company. 1919.   255 o.
- Kostë Çekrezi: Histori e Shqipërisë (’Albánia története’). Boston: (kiadó nélkül). 1920.   208 o.
- Kostë Çekrezi: Këndime për rrjeshten e funtme të shkollave filltare (’Olvasmányok az elemi iskolák utolsó évfolyama számára’. Boston: Shtypshkronja “Dielli”. 1921.   216 o.
- Kostë Çekrezi: Historia e Shqipërisë (’Albánia története’). Boston: Shtypshkronja “Nikaj”. 1921.   228 o.
- Kostë Çekrezi: Histori e vjetër që në kohërat e pellasgëve gjer në rrënien e Perandorisë Romane (’Ókori történelem a pelaszgok korától a Római Birodalom bukásáig’). Boston: Shtypshkronja “Nikaj”. 1921.   170 o.
- Kostë Çekrezi: Histori e re e Evropës (’Európa újkori történelme’). Boston: Shtypshkronja “Dielli”. 1921.   250 o.
- Kostë Çekrezi: Historia mesjetare e Evropës që në rënien e Romës gjer në rënien e Konstantinopojës, 478–1453 (’Európa középkori történelme Róma bukásától Konstantinápoly elestéig, 478–1453’). Boston: Shtypshkronja “Dielli”. 1921.   205 o.
- C. A. Chekrezi: English–Albanian dictionary / Fjalor inglisht–shqip. Boston: Ilia Chapullari. 1923.   191 o.
- Kostë Çekrezi: Historia e Vjetërsis dhe Mesjetës për shkolla fillore (’Az ókor és középkor története általános iskolák számára’). Tiranë: Kristo Luarasi. 1935.   127 o.